# Saúl Kaminer
Saúl Kaminer Tauber (n. Ciudad de México, 1952) es un artista plástico (pintor y escultor) mexicano, fundador en Francia, con otros artistas latinoamericanos, del grupo Magia-Imagen (Magie-Image).[cita requerida]

## Biografía
Nació en la Ciudad de México el 8 de julio de 1952. Su familia proviene de Europa Central, con orígenes judíos: su padre, Isaac Kaminer, era originario de Kobel, a orillas del río Turiya, en Ucrania, que con el nombre Kowel formaba parte de Polonia, y su madre, Ofelia Tauber, nació en Acámbaro, Michoacán, México. De 1970 a 1975, estudió en la Escuela Nacional de Arquitectura de la Universidad Nacional Autónoma de México, donde obtuvo el título de arquitecto y fue uno de los alumnos fundadores del autogobierno. El 27 de octubre de 1976, viajó a París, donde permaneció hasta 1998, llevando a cabo importantes exposiciones (entre otras, expuso en la galería de Estela Shapiro, y fue su tutor en esa ciudad Roberto Matta). Realizó estudios de maestría en el Instituto de Urbanismo de París.

## Trayectoria
Miembro fundador del grupo MAGIA-IMAGEN surgido en París en 1983 e integrado por ocho artistas latinoamericanos, el cual fue disuelto en 1992. Desde 1972 ha realizado 65 exposiciones individuales y ha participado en más de 165 exposiciones colectivas en galerías y museos de México, Estados Unidos y Europa. Sus primeras exposiciones individuales datan de 1973 con sede en Oaxaca, México. Saúl Kaminer ingresó al Sistema Nacional de Creadores de Arte en 1997.

## Distinciones
Durante su trayectoria artística ha recibido distinciones como la mención honorífica en el Salón Nacional de Artes Plásticas, México 1982; Beca de Investigación Artística del Conseil Regional de L’Ile de France 1983; Mención especial en el Salón de Vitry, Francia, 1987; Premio Fortabat, Maison de L’Amerique Latine (tercera Edición); y el premio Pinturerías (el arte del arte taurino), Fundación Artención.  Es integrante de Lewinson Art desde 2013.